# Deborah Feldman
Pour les articles homonymes, voir Feldman.
Deborah Feldman est une écrivaine américano-allemande vivant à Berlin, née le 17 août 1986 à New York. En 2012, elle publie le récit autobiographique de sa rupture avec le judaïsme hassidique et sa communauté Satmar basée à Brooklyn.

## Biographie
Deborah Feldman grandit dans la communauté hassidique Satmar à Williamsburg, Brooklyn. Elle est élevée par ses grands-parents, sa mère ayant quitté la religion hassidique et son père souffrant de dépression, de troubles mentaux et d'alcoolisme. Sa langue maternelle est le yiddish. Elle apprend l'anglais en cachette en fréquentant la bibliothèque du quartier. L'usage de l'anglais est mal vu par  la communauté. Enfant, elle s'oppose aux règles strictes de sa communauté. Elle fait l'objet d'un mariage arrangé à dix-sept ans. Elle devient mère à dix-neuf ans.
En 2006, elle  déménage avec son mari hors de Williamsburg. Elle convainc son mari de la laisser étudier la littérature au Sarah Lawrence College. En septembre 2009, après un accident de voiture, elle quitte son mari et la  communauté hassidique avec son fils alors âgé de trois ans.
En 2012, elle écrit un récit autobiographique sur un blogue. La même année, elle publie son autobiographie, Unorthodox : The Scandalous Rejection of My Hasidic Roots.
En 2014, elle déménage à Berlin en Allemagne, où elle s'installe dans le quartier de Neukölln. Ses livres sont traduits en allemand et en différentes langues. Ses deux premiers ouvrages sont écrits en anglais. Depuis, elle écrit en allemand. 
Barbara Miller en brosse le portrait dans Female Pleasure, film qui retrace le parcours de cinq femmes à travers le monde, en lutte pour le droit à l'autodétermination des femmes.

## Adaptation
En mai 2019, Netflix acquiert les droits de son autobiographie Unorthodox pour produire une mini-série du même titre, Unorthodox, en quatre parties en yiddish et anglais réalisée par Maria Schrader, actrice et réalisatrice allemande. Deborah Feldman participe à l'écriture du scénario. La série sort le 26 mars 2020 sur la plateforme.

## Publications
- Unorthodox: The Scandalous Rejection of My Hasidic Roots, Simon and Schuster, New York, 2012,  (ISBN 978-1-4391-8700-5)traduit en français par Michel Laporte sous le titre Unorthodox : Comment j'ai fait scandale en rejetant mes origines hassidiques, Hachette Livre, 2021,  (ISBN 9782017101598).
- Exode, Plume, 2015,  (ISBN 978-0-14-218185-0) ;
- Überbitten, Secession Verlag, Zürich 2017,  (ISBN 978-3-906910-00-0) ;
- Entinnerung, Secession Verlag, Zürich 2018,  (ISBN 978-3-906910-36-9).